# Jan Nowak (grafik)
Jan Nowak (ur. w 1939) – polski grafik prymitywista.
Emerytowany górnik z Katowic, który nauczył się techniki linorytu w 1957 od zawodowego grafika Stefana Suberlaka w katowickim Ognisku Plastycznym. W 1991 zaczął tworzyć cykl 15 linorytów zatytułowanych "Ogrody". Tworzy także w technice suchej igły grafiki o tematyce przyrodniczej, myśliwskiej i portrety. Jego prace łączą elementy realistyczne z baśniowymi. Uczestniczył w I i II Triennale Sztuki Nieprofesjonalnej. Wielokrotnie nagradzany uczestnik konkursów i wystaw, także międzynarodowych. W 2018 Nowak został odznaczony srebrnym medalem „Zasłużony Kulturze Gloria Artis”.